# Die Jakobsleiter

Die Jakobsleiter (d'après l'Échelle de Jacob biblique) est un oratorio inachevé pour solistes, chœurs et orchestre du compositeur Arnold Schoenberg qui marque sa transition d'un contexte esthétique de libre atonalité, vers la technique dodécaphonique anticipée dans l'oratorio par l'usage d’hexacordes. Bien que restée inachevée, la pièce a été préparée pour une première à l'ONU, par un ancien élève, Winfried Zillig, à la requête de la veuve du compositeur, Gertrude Schoenberg.
L'hexacorde en ostinato au violoncelle, ouvrant Die Jakobsleiter.

## Histoire
L'histoire de la création de l'œuvre s’étale sur quatre décennies. Les premières traces de l'intention de l'œuvre apparaissent dans la correspondance de Schoenberg à Alban Berg en 1911 – juste après la composition du quatuor, opus 10. Après avoir échoué à trouver un poète pour le livret, il le rédige lui-même en 1914-15 (publié en 1917) et entreprend l'écriture de la musique en 1915 pour abandonner ce travail en 1926 – à l'époque de la Sérénade op. 24. L'orchestration est reprise partiellement en 1944 et 1945, Schoenberg laissant 700 mesures à sa mort.
Pour ce qui est du livret, Schoenberg s'inspire initialement de trois sources : Le Combat de Jacob de Strindberg, de Swedenborg et du Seraphita de Balzac. Marqué par les idées théosophiques, le musicien conçoit le texte est la manifestation de sa foi en la religion « sans contrainte d'organisation » (correspondance à Vassily Kandinsky, 1922).
La pièce est remarquable pour son utilisation du développement en variation.
Le fragment restant — 160 mesures — a connu une édition partielle en 1958, et une création à Vienne le 16 juin 1961 par le chef d'orchestre Rafael Kubelík. Toutes les interprétations avant 1968 ont été des versions de concerts ; la création scénique a lieu aux États-Unis en 1968, à l'Opéra de Santa Fe sur une mise en scène de Bodo Igesz ; repris en 1980. En 1968, une « version scénique » a été donnée – équivalente pour l'oratorio de ce que serait un opéra donné sur scène. La partition est publiée pour la première fois en 1974 par Belmont, l'éditeur du compositeur.
W. Zillig a travaillé deux fois sur la partition, outre celle de 1961, il en donne une version révisée en 1981. Alain Poirier, conclut son analyse par ce jugement : « L'Échelle de Jacob aurait probablement été l'œuvre expressionniste par excellence de son auteur, synthétisant l'ensemble de ses préoccupations […] Ce que l'on en connaît s'avère d'une rare qualité […] »

## Enregistrements
Les enregistrements importants de l'œuvre comprennent un disque Columbia records, où dirige Robert Craft, et un autre avec Siegmund Nimsgern (Gabriel), Ian Partridge, Anthony Rolfe Johnson et Mady Mesplé, sous la direction de Pierre Boulez, daté de 1982.